# Iwan Jakowlewitsch Slowzow

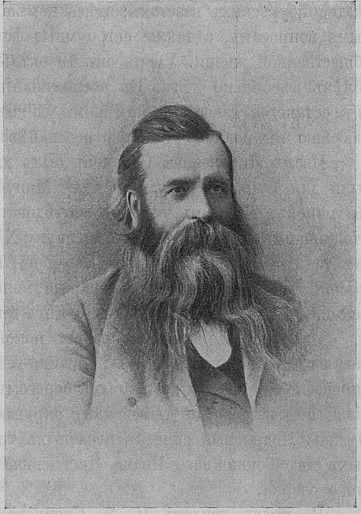
Iwan Jakowlewitsch Slowzow

Iwan Jakowlewitsch Slowzow (russisch Иван Яковлевич Словцов; * 11. Novemberjul. / 23. November 1844greg. in Tjumen, Gouvernement Tobolsk; † 19. Oktoberjul. / 1. November 1907greg. in St. Petersburg) war ein russischer Forschungsreisender.

## Leben
Der Priestersohn Slowzow besuchte das Tjumener Gymnasium und studierte an der Universität Kasan in der Physikalisch-Mathematischen Fakultät Naturwissenschaften mit Spezialisierung auf Statistik (Abschluss 1865).
Slowzow ging 1865 nach Omsk und trat in den Dienst der Hauptverwaltung Westsibiriens. Ab 1866 lehrte er Naturgeschichte am Sibirischen Militärgymnasium in Omsk. Er begeisterte sich für die Geschichte und Geographie der Stadt Omsk und der angrenzenden Gebiete des Ujesd Kökschetau der Oblast Aqmola, des Altai, des Tian Shan, Kasachstans, der Region Nertschinsk und des Gouvernements Tobolsk. Er heiratete 1871 in Omsk Jelisaweta Stepanowna Guljajewa, Tochter des Barnauler Bergbauingenieurs und Historikers Stepan Guljajew, mit der er 1874 den Sohn Boris bekam.
1876 nahm Slowzow am Orientalisten-Kongress in St. Petersburg teil. Er führte 1877 eine Expedition in den Ujesd Kökschetau in der Oblast Aqmola durch. Im selben Jahr gründete er mit anderen die Westsibirische Abteilung der Kaiserlichen Russischen Geographischen Gesellschaft. Seitdem widmete er sich der Erforschung Sibiriens. Bei der Volkszählung 1877 war er nicht nur Sekretär, sondern gab auch die Ergebnisse in zwei Bänden heraus.
1879 wurde Slowzow Direktor der neuen Alexander-Realschule in Tjumen und blieb es 27 Jahre lang. Er richtete in der Schule ein Museum ein, das später die Basis für das Tjumener Heimatmuseum war. Seine Sammlungen hatte er aus Omsk mitgenommen. Er verfasste Lehrbücher, in denen die Beispiele die sibirische Realität widerspiegelten. Bekannte Absolventen waren der Schriftsteller Michail Prischwin, der Revolutionär Leonid Krassin und der Opernsänger Andrei Labinski.
In den Sommern war Slowzow auf Expedition in den Regionen Tawda, Perm und Turinsk sowie auch im Bogoslowsk-Bergbaubezirk und in Kasachstan. Am See Andrejewskoje bei Tjumen führte er 1883–1885 Ausgrabungen durch. Er war Mitglied der Königlich Schwedischen Akademie der Wissenschaften, der Archäologischen Gesellschaft zu Berlin und der Archäologischen Gesellschaft Finnlands.
Slowzow ging 1906 als Wirklicher Staatsrat (4. Rangklasse) aufgrund seiner Erkrankung in den Ruhestand und zog zu seinem Sohn nach St. Petersburg. Er starb am 1. November 1907 und wurde auf dem Nikolaus-Friedhof des Alexander-Newski-Klosters neben seiner Frau begraben. Sein Grabdenkmal wurde 2019 restauriert.
Nach Slowzow, der als sibirischer Enzyklopädist bekannt war, wurde 1995 der Tjumener Museumskomplex benannt.

## Ehrungen
- Sankt-Stanislaus-Orden II. Klasse, I. Klasse[2]
- Orden des Heiligen Wladimir IV. Klasse, III. Klasse[3]
- Russischer Orden der Heiligen Anna II. Klasse[3]
- Linné-Medaille der Königlich Schwedischen Akademie der Wissenschaften[2]
- Medaillen der Kaiserlichen Russischen Geographischen Gesellschaft[1]